# Los Tecnopadres
Los Tecnopadres (1998-2002) es un cómic de ciencia ficción con guion de Alejandro Jodorowsky, dibujos de Zoran Janjetov y colores de Fred Beltran.

## Títulos de la serie
1. La Pre-escuela Technos.
2. La escuela penitenciaria de Nohope.
3. Planeta Games.
4. Halkattraz, la estrella de los Verdugos.
5. La secta de los Techno-obispos.
6. Los secretos del Tecnovaticano.
7. El juego perfecto.
8. La galaxia prometida.

## Argumento
La acción tiene lugar en un futuro muy distante, con tecnología muy avanzada y, a veces, con terroríficos mundos virtuales. Los humanos sin embargo no han cambiado nada y siguen dejándose llevar por la avaricia, la violencia y el hambre de poder.
La historia está escrita como las memorias del personaje principal, Albino. Él es el hijo de Panepha, un ex gran sacerdotisa. Cuando ella fue violada por una banda de piratas perdió su status como gran sacerdotisa porque dejó de ser virgen. Ella dio a luz a tres niños: Almagro, Albino y Onyx. Almagro es malcriado como un príncipe, pero Albino y Onyx tienen que trabajar como esclavos para su madre.
El sueño de Albino es llegar a ser un desarrollador de juegos. Él convence a su madre para que lo envíe a una escuela en la que pueda aprender a crear juegos. Su entusiasmo pronto se convierte en decepción cuando se da cuenta de que el verdadero propósito del Tecnogremio no es crear juegos de buena calidad, sino mantener a la gente en un estado de estupidez tal que haga que quieran comprar más juegos.
Después de que Albino deja a su madre, ella comienza su propia cruzada para vengarse de los piratas que la violaron. Habiendo ahorrado grandes cantidades de dinero, compra una nave espacial, contrata una tripulación y despega. Ella se encontrará, muy pronto, con sorpresas muy desagradables.